# 황철순 (권투 선수)
황철순(1957년 9월 13일~)은 대한민국의 권투 선수이다 1976년 하계 올림픽에 참가했으며, 1978년 아시안 게임 밴텀급에서 금메달을 획득했다.